# Dipterocarpus littoralis
Dipterocarpus littoralis är en tvåhjärtbladig växtart som beskrevs av Carl Ludwig von Blume. Dipterocarpus littoralis ingår i släktet Dipterocarpus och familjen Dipterocarpaceae. Inga underarter finns listade i Catalogue of Life.